# Gustavo León
Gustavo León Bentancor (* 21. Mai 1950 in Florida), auch bekannt unter dem Spitznamen El Chaira, ist ein ehemaliger uruguayischer Fußballspieler, der vorwiegend im Mittelfeld agierte.

## Laufbahn
„Chaira“ León begann seine Profikarriere vermutlich beim in Montevideo beheimateten Defensor Sporting. Von dort wechselte León im Sommer 1973 zum mexikanischen Hauptstadtverein Club América, bei dem er zwei Spielzeiten verbrachte, in denen er insgesamt 83 Einsätze absolvierte, drei Tore erzielte und zweimal des Feldes verwiesen wurde. In der Saison 1973/74 gewann „Chaira“ León mit den Americanistas den mexikanischen Pokalwettbewerb.

## Erfolge
- Mexikanischer Pokalsieger: 1973/74